# Silvia Pérez Cruz
Silvia Pérez Cruz (Palafrugell, 15 de fevereiro de 1983) é uma cantora, compositora e atriz espanhola nascida na região da Catalunha.

## Biografia
Filha dos músicos Càstor Pérez Diz e Glòria Cruz i Torrellas, desde bem jovem estudou solfejo, piano clássico, saxofone clássico, sendo mais tarde licenciada em canto-jazz pela Escola Superior de Música de Catalunya. Já como profissional, trabalhou com Joan Díaz Trio no disco de jazz We sing Bill Evans (prêmio JAÇ 2009 de melhor disco), com Joan Monné, Perico Sambeat, Javier Colina, Jerry González, entre muitos outros. Cantou pelos bailarinos Damián Muñoz (dança contemporânea), Israel Galván e a companhia de Sol Picó (flamenco contemporâneo, prêmios MAX 2007). Formou parte do grupo Llama (dueto de hang e voz), Coetus (orquestra de percussão ibérica) e Xalupa (música tradicional catalã), e fez um dueto com Raül Fernández (Refree), com diversos projetos e repertórios.
Em 2009 participou da peça de teatro El jardí dels cinc arbres, uma adaptação de textos do poeta Salvador Espriu, dirigida por Joan Ollé, e estreada no Festival Temporada Alta de Girona, sendo também representada no Teatro Nacional da Catalunha. Entre outras peças, cantou He mirat aquesta terra com música de Raimon. Com este poema musical, realizou uma interpretação, juntamente com Toti Soler, no ato de inauguração do Ano Espriu (Any Espriu), que celebrou o centenário do poeta, em 23 de janeiro de 2013, no palco do Palácio da Música Catalã em Barcelona.
Fez parte de grupos como Las Migas, Immigrasons, Coetus, e En La Imaginación. Em 2012, lança o seu primeiro disco solo, com o título "11 de novembre", com temas em catalão, castelhano, português e galego, com letras em parte suas, em parte procendentes de versos de Feliu Formosa, María Cabrera e Maria-Mercè Marçal. Seu disco estreou em um concerto no Gran Teatro del Liceu de Barcelona, em 13 de abril de 2012.
Em 2012, participou juntamente com Juan Gómez "Chicuelo" no violão, da trilha sonora do filme espanhol Branca de Neve, obra do diretor Pablo Berger, performando inclusive em apresentações ao vivo das projeções do filme que se realizaram em setembro de 2012 em Barcelona e Madrid, com o nome de "Gran-concierto película Blancanieves". O tema No te puedo encontrar ganhou o Prêmio Goya de 2012, na categoria "Melhor canção original".
Em 2014, lançou o álbum "Granada", junto ao produtor, guitarrista e compositor Raül Fernandez Miró "Raül Refree". Em 11 de setembro de 2014, participou de um concerto com o pianista Júlio Resende, um dos principais nomes do jazz português contemporâneo, em Lisboa. Nele, interpretou canções em catalão, em castelhano, bem como da fadista Amália Rodrigues, cantando-os também na companhia de Gisela João.
Em 2015 faz sua estreia como atriz, participando do filme Cerca de tu casa de Eduard Cortés. Um ano depois, em 2016, publicou as músicas escritas por ela para a trilha sonora deste filme em um álbum que recebeu o nome de "Domus".
Recebeu o Prêmio Goya 2017 de melhor canção original pela canção "Ai, ai, ai", presente na película Cerca de tu casa, filme pelo qual também foi nomeada como melhor atriz revelação. Nesse mesmo ano, lançou o disco "Vestida de Nit", com músicas de autoria próprias e versões de outras músicas, como Hallelujah de Leonard Cohen.
No  Brasil, Silvia Pérez Cruz fez algumas apresentações com o músico bandolinista Hamilton de Holanda em seu show "Baile do Almeidinha" no Circo Voador-RJ e no Festival Canto da Primavera em Pirenópolis - GO onde gravou o vídeo clipe de "Lambada/Chorando se foi". Em 2018, fez sua primeira apresentação solo no Brasil na Casa de Francisca - SP e cantou acompanhada de músicos brasileiros, entre eles Rafael dos Anjos, no Blue Note Rio, na ocasião a cantora se surpreendeu com o público que pedia por canções de seu repertório autoral. Nesse mesmo ano, fez participações especiais nos shows do uruguaio Jorge Drexler em turnê pelo Brasil.

## Discografia

### Discografia como solista
- 11 de novembre (2012). Primeiro disco solo usando o nome artístico de Sílvia Pérez Cruz.[14]
- Granada (2014, Universal Music Spain), com Raül Fernandez Miró.[15]
- Domus (2016), trilha sonora do filme Cerca de tu casa.[16]
- Vestida de Nit (2017), acompanhada por um quinteto.[13]

### Discografia com Las Migas
- Unas voces com o grupo Las Migas (2005, cd de 5 músicas auto-produzido, trilha sonora da obra de teatro de Joan Penhall).
- Reinas del matute (2010, Nuevos Medios) com o grupo Las Migas.

### Discografia com Llama
- Llama junto a Ravid Goldschmidt. Voz y hang. (2006, M.A. Recordings).
- Rompiendo aguas com Llama (2011, Harmonia Mundi). Voz acompanhada de hang por Ravid Goldschmidt.

### Colaborações

#### Com Javier Colina
- "Colina Serrano Project" com Javier Colina, Antonio Serrano, etc. (2009, Contrabaix-Universal-EmArcy), canta o bolero "La mentira" que encerra o CD.
- "En la imaginación" com Javier Colina Trio (2011, Nuba Records/Produccions Contrabaix), voz principal.

#### Outras
- "Passeig per la memòria", habaneras com o grupo Duet (2000, Audiovisuals de Sarrià).
- "9 muses" de Sergi Sirvent (2003, Fresh Sound New Talent).
- "Trampa" do grupo catalão Möondo (2005, Ventilador Music).
- "De Benidorm a Benicassim" de Luis Troquel (2005, K Industria Cultural).
- "Joan Monné Nou Nonet" de Joan Monné (2005, Contrabaix).
- "Barcelona Intimíssimo Café" de Burruezo & Bohemia Camerata (2005, K-Industria Cultural), voz em alguns temas.
- "Immigrasons", (2006, Discmedi) projeto catalão-argentino com Raül Refree e Ernesto Snajer.
- "Per al meu amic, Serrat" (2006, Discmedi), canta a música "Menuda" em homenagem a Joan Manuel Serrat.
- "We Sing Bill Evans" com Joan Díaz Trio (2008, Fresh Sound).
- "Un sordo s'ho escoltava" com o grupo Xalupa (2010, Temps Record).
- "Sensación térmica" (2013, Warner Music) de Kiko Veneno. Colaboração no tema "Namasté".
- "Blancanieves" (TSO do filme Blancanieves de Pablo Berger). Universal Music, 2013.
- Antología desordenada (2014, Sony Music) de Joan Manuel Serrat, no Cd2 canta "Plany al mar".
- "Perfectes estúpids humans" (2015, autoedición), primeiro disco do grupo de Palafrugell La Torre del Tigre, com o tema "Simfonia de babaus".
- 14 de ciento volando de 14 (2016, Sony Music) de Joaquín Sabina e Pedro Guerra, junto a Jorge Drexler canta o tema "Sin puntos ni comas".
- Paz (2017, autoeditado) de Guillermo Rizzotto Trío, Pérez Cruz canta "Tonada de luna llena" de Simón Díaz.

## Filmografia
- Cerca de tu casa (2015), drama musical. Atriz e compositora da trilha sonora (CD "Domus" - 2016)

## Prêmios

### Prêmios Goya
| Año  | Categoría              | Película         | Resultado |
| ---- | ---------------------- | ---------------- | --------- |
| 2017 | Melhor atriz revelação | Cerca de tu casa | Indicada  |
| 2017 | Melhor canção original | Cerca de tu casa | Vencedora |
| 2012 | Melhor canção original | Blancanieves     | Vencedora |

### Outros prêmios
- IX Prêmios Gaudí. Melhor música original, Cerca de tu casa, 2017.[17]
- Prêmios Butaca pela composição das trilhas sonoras das obras teatrais ‘Terra Baixa’ (Lluís Homar) (2015)[18] e ‘Informe per a una acadèmia’ (Ivan Benet) (2014).[19]
- Prêmio Rolling Stone Espanha "Melhor grupo/solista do ano" por Granada (2014).[20]
- Disco do ano Rockdelux por Granada (2014).[21]
- Premio Altaveu "Millor Disc" por Granada (2014)
- Premiada como melhor cantora nos prêmios Altaveu 2009, e também com o tema "'Covava l'ou de la mort blanca'" ganha o prêmio de melhor composição Miquel Martí i Pol 2009, musicando este poema de Maria Mercè Marçal.
- Em 2012, o disco "En la imaginación" de Sílvia Pérez Cruz y Javier Colina Trio, ganha o prêmio Melhor álbum de jazz e músicas contemporâneas na IV Edição dos Premios de la Música Independiente. O mesmo disco foi premiado em 2011 com o prêmio ARC (Associação de Representantes, Promotores e Managers da Catalunha) na categoria de jazz e blues.